# Lars Peter Schmidt
Lars Peter Schmidt (* 14. Juli 1967 in Magdeburg; † 6. Januar 2017) war ein leitender Mitarbeiter der Konrad-Adenauer-Stiftung.

## Leben
1986 absolvierte Schmidt sein Abitur in Stendal. Es folgte ein Studium der Evangelischen Theologie und Geschichte in Halle (Saale), Hannover und in Fresno/Kalifornien.
Schmidt war von 1995 bis 2001 für die Konrad-Adenauer-Stiftung in der Türkei tätig. Im Jahr 2001 wurde er in Hannover mit einer Dissertation über den Konflikt zwischen Staat und evangelischer Kirche in der DDR um den Wehrunterricht promoviert. Von 2001 bis 2005 koordinierte er die Stiftungsarbeit in Mittel- und Osteuropa, verfasste Arbeiten zu deutsch-türkischen und europäischen Themen. Von 2005 bis 2007 war er Leiter der Konrad-Adenauer-Stiftung in Bangkok/Thailand. Von 2007 an leitete Lars Peter Schmidt die Außenstelle der Konrad-Adenauer-Stiftung in Moskau/Russische Föderation.
Zuletzt leitete er seit 2013 das Auslandsbüro Indien der Konrad-Adenauer-Stiftung in Delhi. Dort baute er für die Stiftung in kurzer Zeit hochrangige Beziehungen zur Regierungspartei BJP auf.
Lars Peter Schmidt war verheiratet und Vater von drei Kindern.

## Veröffentlichungen
- Der Konflikt zwischen Staat und evangelischer Kirche im Bildungsbereich in der DDR am Beispiel der Einführung des Wehrkundeunterrichts an polytechnischen Oberschulen. (Dissertation), Hannover 2002
- Europawahlkampf-Handbuch. Sankt Augustin, Konrad-Adenauer-Stiftung, 2003
- Parteienprofile neue Nachbarn, Südosteuropa. Sankt Augustin, Konrad-Adenauer-Stiftung, 2004
- Die Sozialdoktrin der Russisch-Orthodoxen Kirche vom August 2000 im interkulturellen Dialog, Moskau, 2004
- Parteienprofile Mittelosteuropäische Länder. Sankt Augustin, Konrad-Adenauer-Stiftung, 2005
- Parteienprofil Türkei. Sankt Augustin, Konrad-Adenauer-Stiftung, 2005
- Europa im Wandel. Literatur, Werte und Europäische Identität. St. Augustin, Konrad-Adenauer-Stiftung, 2005
- Understanding Conflict and Approching Peace in Southern Thailand. Bangkok, Konrad-Adenauer-Stiftung, 2006
- Friedrich-Werner Graf von der Schulenburg. Diplomat und Widerstandskämpfer. Konrad-Adenauer-Stiftung, Auslandsbüro Moskau, 2012.